# Nina Bendixen
Nina Bendixen (født 2. juni 1982) er en dansk journalist og vejrvært på TV Avisen.
Bendixen er uddannet journalist fra Syddansk Universitet i Odense (2009 – 2013) og musicalperformer fra Den Danske Scenekunstskole (2002 – 2005).
Hun er datter af entertaineren Bo Bendixen, niece til Vild med Dans dommer Britt Bendixen og kusine til filminstruktør Niclas Bendixen.
I 2014 blev Nina Bendixen ansat i DR som vejrvært, og i 2019 fik hun sit eget klimaprogram, Klimatosset, på den dengang nye radiostation Radio4.